# David Morgan (aviador)
David Henry Spencer Morgan (?, 1948) é um escritor e ex–piloto de guerra britânico que participou na Guerra das Malvinas.

## Biografia[2]
Seu pai também foi um piloto da Real Força Aérea e combateu na Segunda Guerra Mundial. Morgan ingressou à RAF em 1966.
Em 1990 reuniu-se pela primeira vez com o veterano argentino Tenente Héctor Hugo Sánchez e travou uma forte amizade.
Em 2007 publicou sua obra Hostile Skies onde conta sua experiência na guerra do Atlántico Sur.

### Guerra das Malvinas
Sendo Comandante de Escuadrilla e a bordo de um British Aerospace Seja Harrier. Entrou em combate o 8 de junho quando patrulhava junto a David Smith e se encontraram com quatro Douglas A-4 Skyhawk, os mesmos participavam do ataque aéreo de baía Agradável.
Smith disparou seu míssil AIM-9 Sidewinder que derrubou o avião de Juan Arrarás, enquanto Morgan derrubou o A-4 de Alfredo Vázquez e depois ao avião de Danilo Bolzán, só o tenente Héctor Sánchez sobreviveu.